# Saint-Projet (Charente)
Saint-Projet era una comuna francesa que estaba situada en el departamento de Charente, de la región de Nueva Aquitania, que en 1845 se fusionó con la comuna de Saint-Constant, formando la comuna de Saint-Projet-Saint-Constant.

## Demografía
| Gráfica de evolución demográfica de Saint-Projet entre 1793 y 1841 |
|                                                                    |

Los datos demográficos contemplados en este gráfico se han cogido de la página francesa EHESS/Cassini.